# Adrian de Vries
Adrian de Vries (psaný též jako Adriaen de Fries; 1556? Haag – 13. prosince 1626 Praha) byl nizozemský sochař evropského významu, který vytvořil první sochy pro Rudolfa II. (1593). V roce 1601 se stal císařovým dvorním sochařem, kterého třikrát portrétoval. Po císařově smrti zůstal v Praze, ale pracoval pro urozené objednavatele v zahraničí. V závěru života zhotovil pro Albrechta z Valdštejna sochařskou výzdobu jeho Pražské palácové zahrady.

## Životopis
Ač Haagský archiv o datu narození Adriana de Vries mlčí, historici umění výše uvedené místo a datum narození akceptují. Jeho otec, vlastním jménem Pieter Willemsz de Vries (?-1594) byl městským lékárníkem vlastnícím několik domů a bylinkovou zahradu. Byl téměř nepřetržitě městským radním a v letech 1571/2 a 1576/7 i konšelem. Jeho manželkou byla Margrierje Snouck, dcera právníka, se kterou měl 8 dětí.
Rodina brzy uprchla před španělským vojskem z Haagu do Delftu. Adrian de Vries ještě v chlapeckém věku pravděpodobně vstoupil do dílny sochaře Willema Danielsze van Terrode (1525?–1588). Ten se po návratu z Itálie přechodně usadil ve městě Delft, neboť zde dostal zakázku na dvě sochy pro delftský Starý kostel (Oude Kerk). Byl to také on, kdo do Nizozemí přinesl italský žánr malých bronzových sošek určených sběratelům. Předpokládá se proto, že u něho se mladý Adrian naučil práci s bronzem.
Není známo, kdy Adrian de Vries opustil Nizozemí a odešel do Itálie. Asi od 1581 pracoval ve florentské dílně sochaře Giambologni (Giovanni da Bologna, 1520–1608), kde spolupracoval s dalšími nizozemskými umělci, z nichž mnozí byli znalí práce se stříbrem a zlatem. A tak především v Itálii hledali agenti panovnických dvorů nadějné umělce – sochaře, kterým nabízeli dobrou práci a výhodnou odměnu. Nepřekvapí proto, že na jaře 1586 Vries odjel do Milána, kde se stal hlavním pomocníkem Pompea Leoniho (1533?–1608). Ten mu nabídl podíl na prestižní práci pro hlavní oltář klášterní baziliky El Escorial u Madridu. Byl to největší projekt bronzové plastiky té doby, který započal již Pompeův otec Leone Leoni (1509–1590). Vriesova práce pro španělské Habsburky mu otevřela cestu k dalším objednávkám. Novým zaměstnavatelem se mu stal v Turíně sídlící Karel Emanuel I., vévoda savojský a zeť španělského krále Filipa II. Habsburského. Koncem 1587 nebo počátkem 1588 se Vries vydal do Turína. Po 18 měsících však vévodu opustil a odjel do Prahy, kam dorazil 18. července 1589. Během prvního pobytu v Praze (1589 až 1594) vytvořil několik bronzových plastik určených především pro Rudolfovy sbírky.

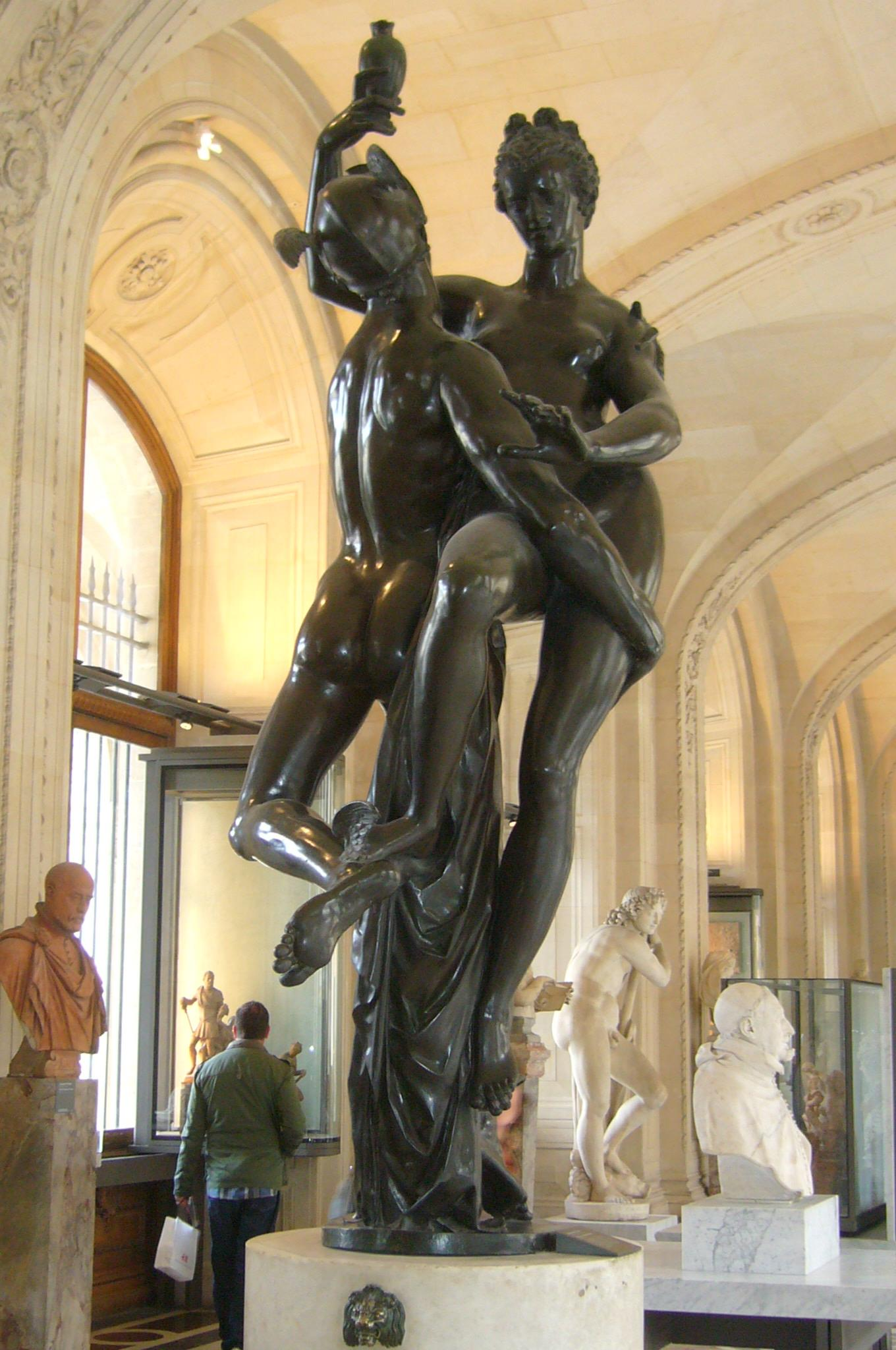
Merkur unášející Psýché (asi 1593, bronz Adriana de Vries. Dnes Louvre, Paříž)

V srpnu 1594 se Vries vrátil do rodného Haagu, kde mu zemřel otec. Z Haagu Vries dále cestoval do Itálie (říjen 1595), kde si zhotovil několik voskových modelů antických soch, které mu později posloužily jako vzorník pro další práce. V Římě se v dílně nizozemského grafika Hendricka Goltziuse (1557–1617) seznámil s Janem Mullerem (1571–1631) a Jacobem Mathamem (1571–1629/31), rytci, jež později v Praze vytvářeli grafické listy podle jeho soch. Z Říma pokračoval do Augsburgu, kde přijal nabídku městské rady na zhotovení dvou kašen, které zvýšily prestiž města natolik, že si později dánský král objednal u Adriana de Vries podobnou fontánu pro zahradu obklopující královský zámek Frederiksborg (1613).
Císař Rudolf II. vyzval Vriese k návratu do Prahy a k 1. květnu 1601 mu udělil titul Kammerbildhauer, čímž postavil sochařství na úroveň malířství. Titul byl Vriesovi odměnou za dřívější bronzová sousoší Merkur unášející Psýché a Psýché nesená putti na Olymp. V Praze pokračoval i v kabinetní plastice, což dokládají jeho sochy koní, pro než nacházel modely v císařových konírnách. Adrian de Vries zůstal Praze věrný i po císařově smrti (1612). Zakončením jeho úspěšné tvorby se stala objednávka na sochařskou výzdobu zahrady přiléhající k paláci Albrechta z Valdštejna. Na sklonku života si Adrian de Vries zakoupil dům v Lázeňské ulici č. 483, avšak pouhé 3 týdny po jeho zakoupení v Praze zemřel (13./15. prosince 1626). Byl pohřben v kapli sv. Barbory přináležející ke kostelu sv. Tomáše na Malé Straně.

## Umělecká tvorba

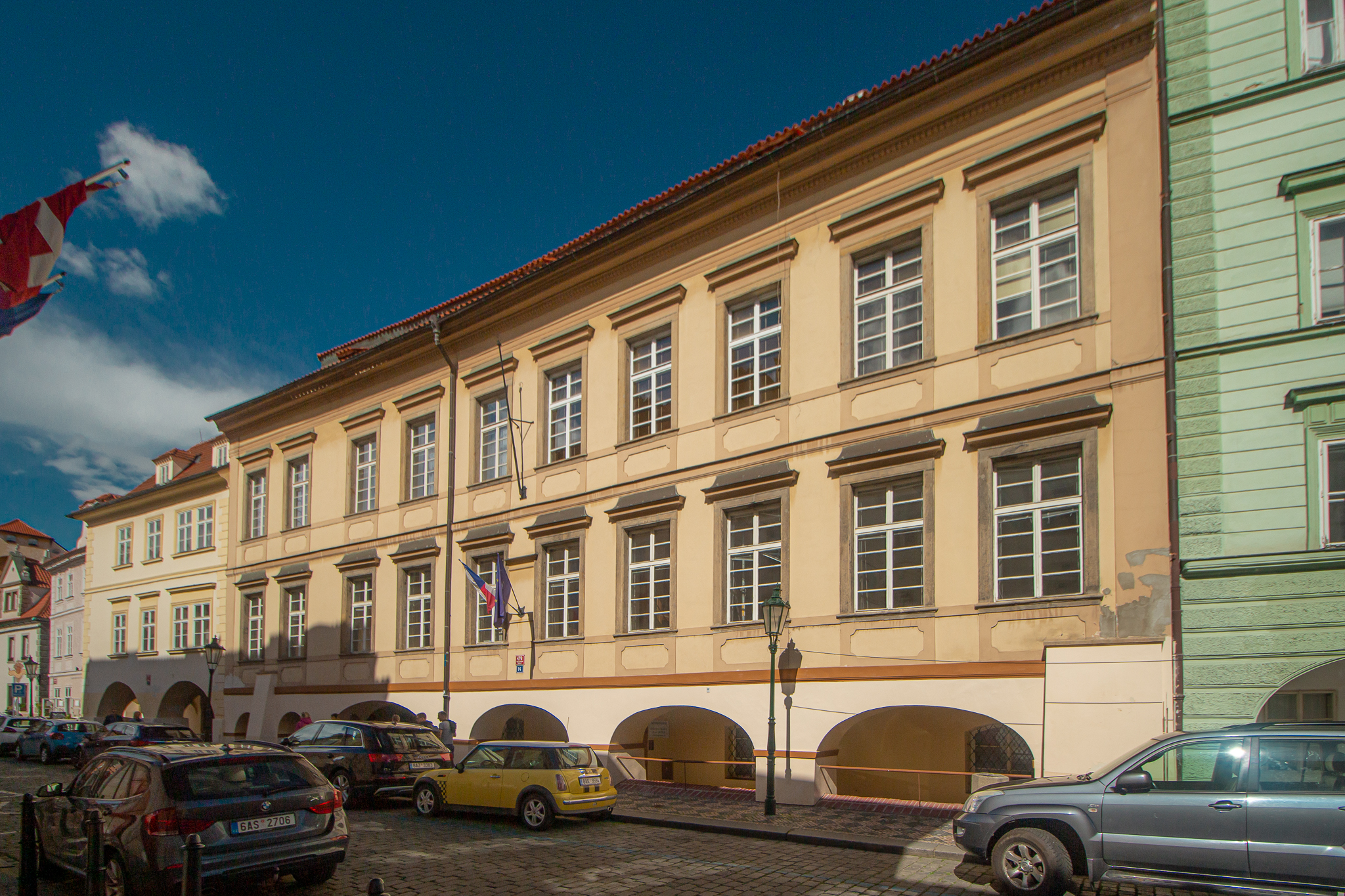
Palác Straků z Nedabylic na Malé Straně v Praze, kde měl de Vries svou liteckou dílnu

### Sochy

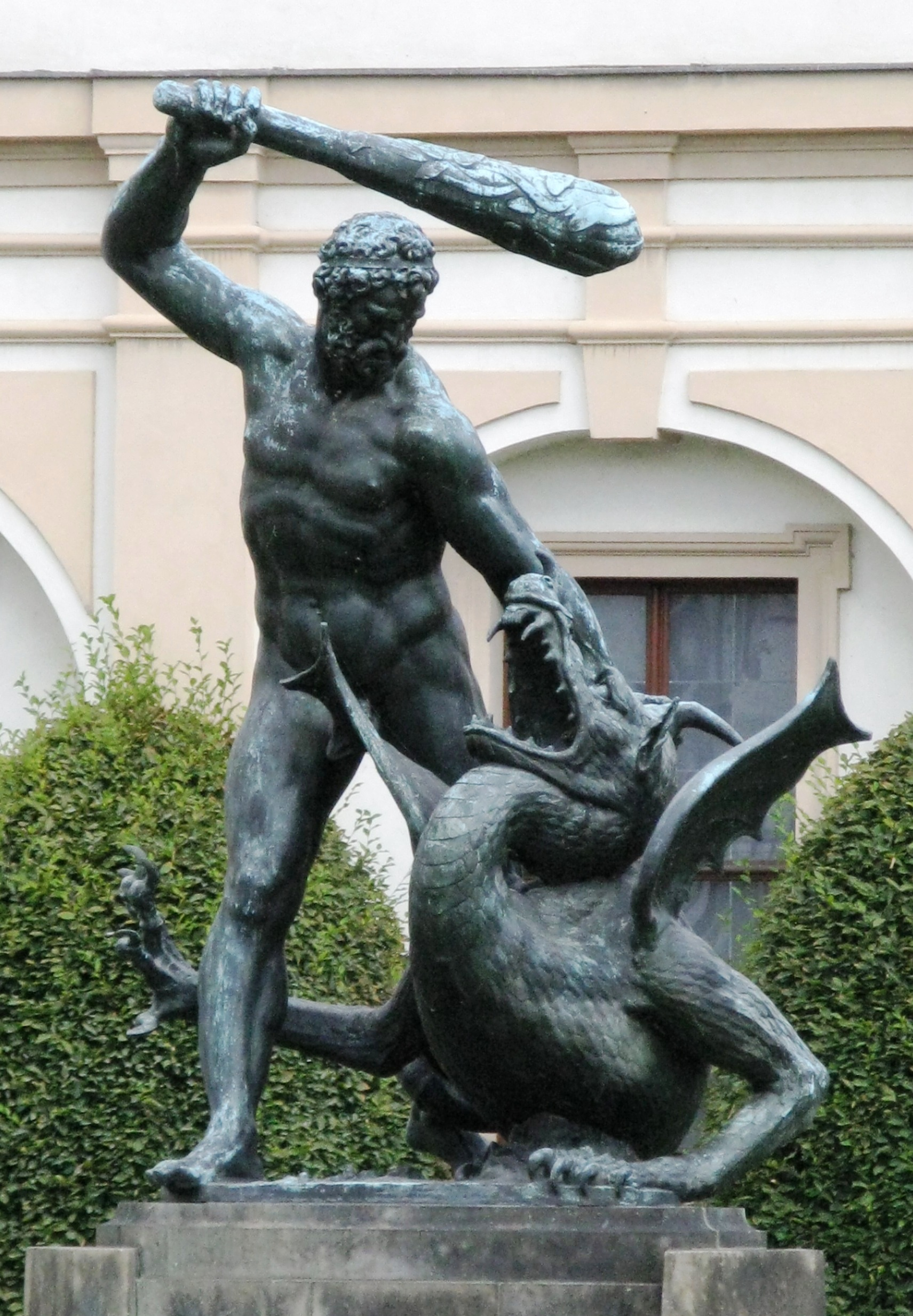
Herkules v boji s drakem (pražská kopie; originál na zámku Drottningholm, Švédsko)

Z doby, kdy Adrian de Vries pracoval v Giambolognově sochařské dílně (březen 1581), byl zmíněn jako zlatník. Předpokládá se i jeho podíl na sousoší Únos Sabinek (Loggia dei Lanzi, Florencie) a vytvoření jedné nebo i více bronzových soch pro kapli Grimaldiů v Janově. Následně opustil Florencii, aby v milánské dílně Pompea Leoniho vytvořil několik bronzových plastik, včetně soch apoštolů Jakuba, Jana a Ondřeje v nadživotní velikosti. Sochy byly určeny pro vysoký hlavní oltář klášterní baziliky San Lorenzo el Real v Escorialu. Z Milána odešel na dvůr Karla Emmanuela I., zetě španělského krále Filipa II., do Turína, kde měl vytvořit návrh na jezdeckou sochu Emmanuela Filiberta, otce Karla Emmanuela. Přestože zde byl dvorním sochařem, což však není písemně doloženo, odešel na dvůr císaře Rudolfa II. do Prahy. Do roků 1590/94 je datováno bronzové sousoší Herkules v boji s drakem, jehož kopie (1913) se nachází v pražské Valdštejnské zahradě na ostrůvku uprostřed rybníka.

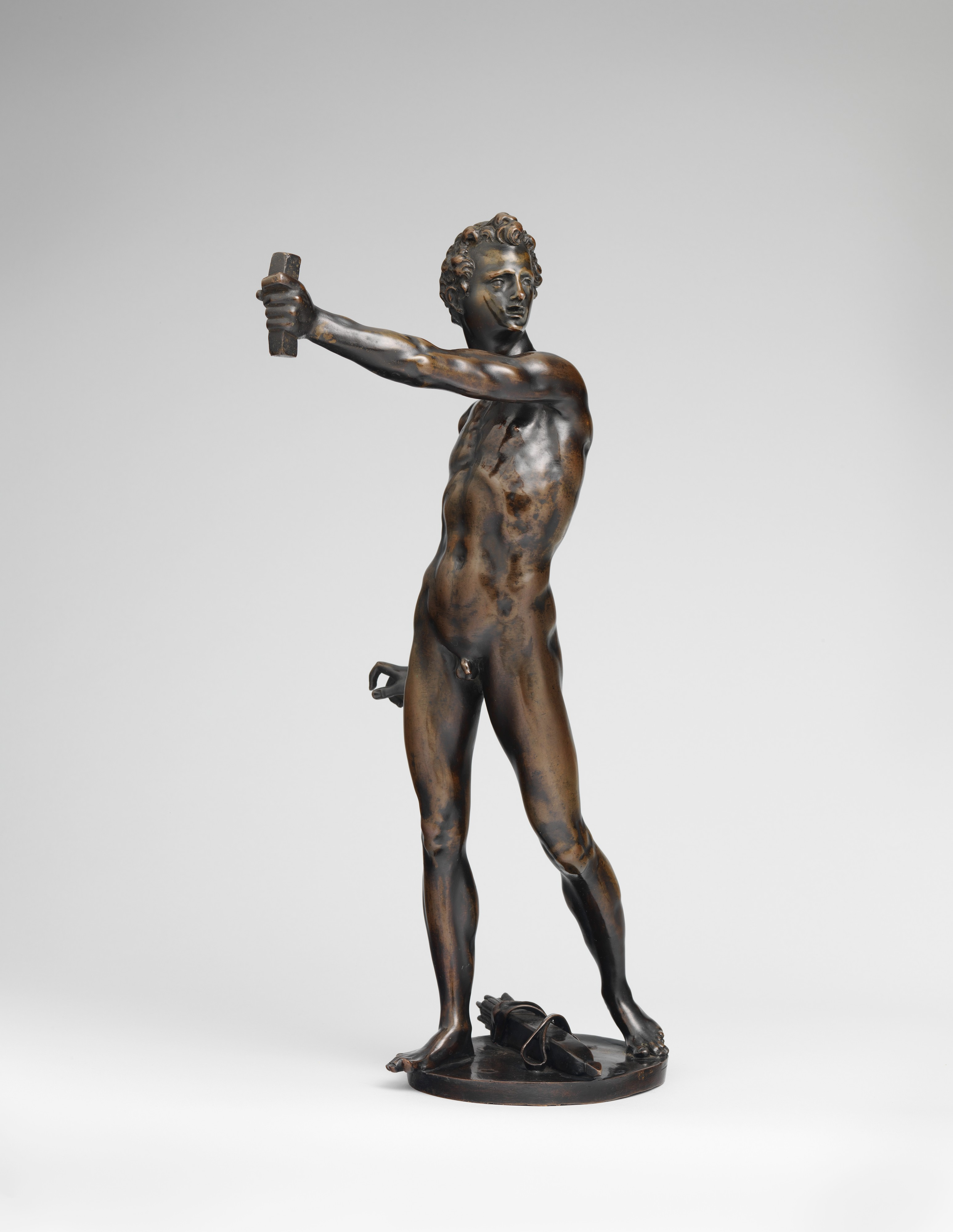
Bronzová socha Apollóna (1594/98, Metropolitní muzeum, New York)

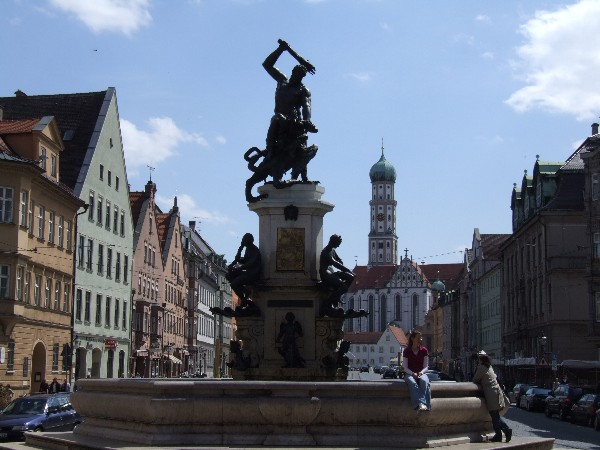
Herkulova fontána v Augsburgu (1596, navrhl Adrian de Vries, do bronzu odlil Wolfgang Neidhart)

Po smrti otce (1594) Adrian de Vries odjel z Haagu do Říma, aby nakonec začal pracovat pro město Augsburg. Dokládá to nejen socha Apollóna v Metropolitním Muzeu, ale především návrhy na dvě městské kašny. Dohodu s městem Adrian de Vries podepsal 12. srpna 1596. Podle Vriesových modelů soch jejich převedení do bronzu provedl Wolfgang Neidhart (1576–1632). Jeho první velkou prací byla Vriesem navržená Merkurova kašna (1599), zatímco druhá kašna zvaná Herkulova fontána (1602) znamená již odklon od florentské Neptunovy kašna, neboť vyniká dynamičností a snahou po vyjádření příběhu. V době, kdy se Adrian de Vries vrátil do Prahy (1602), byla na Pražském hradě dobudována slévárna bronzu. V té době vytvořil řadu přípravných studií pro sochařskou výzdobu císařova Nového, dnes Španělského sálu. Mezi lety 1603 a 1609 Adrian de Vries císaře Rudolfa II. třikrát portrétoval. Velká busta (1603) a reliéf (1609) císaře heroizovaly, zatímco malá busta ho zpodobnila méně idealizovaného (1607).

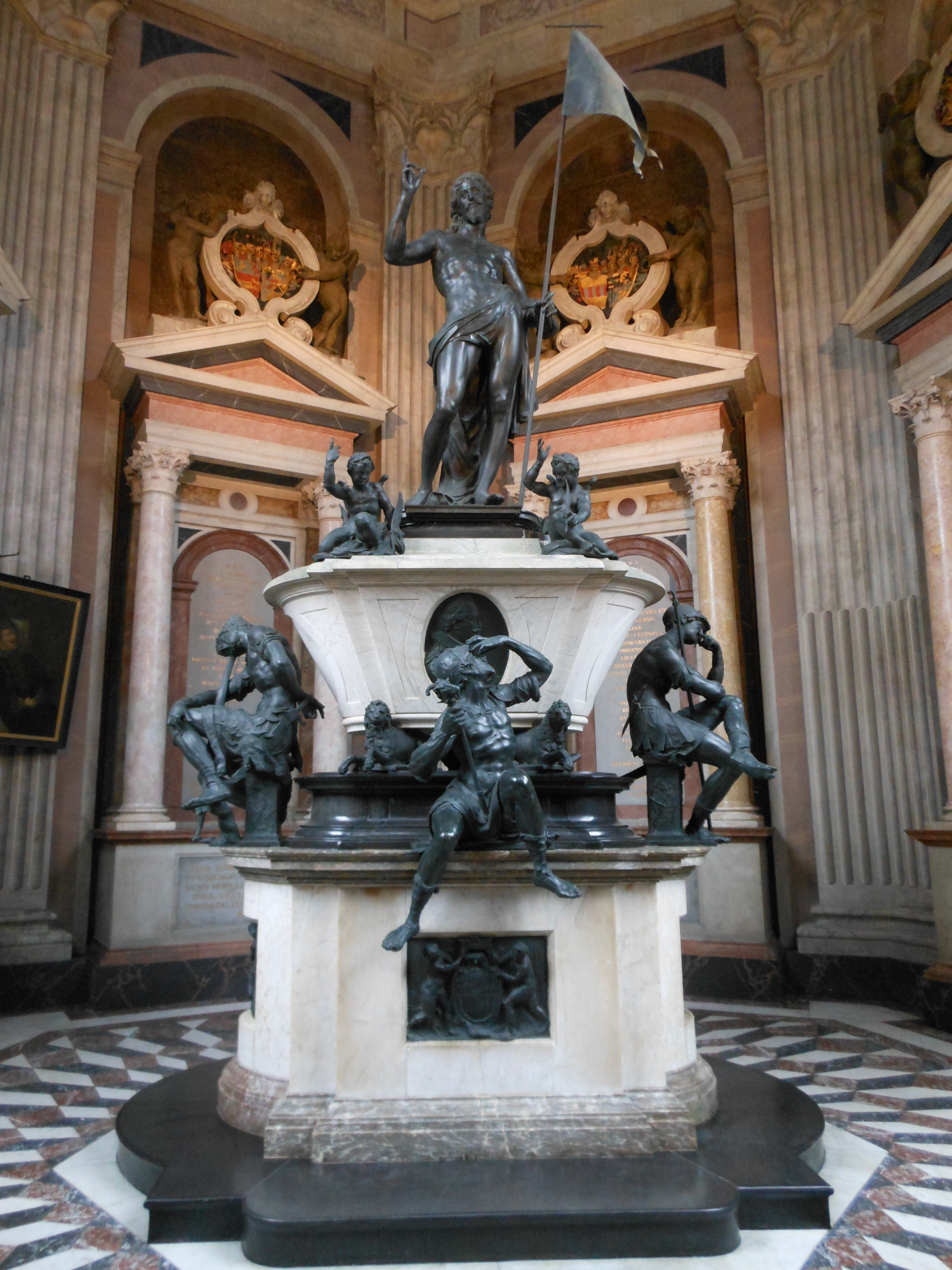
Hrobka Vzkříšení zhotovená Adrianem de Vries pro hraběte Ernesta von Schaumburg-Lippé (1609-1615, Stadthagen, Sasko)

Po císařově smrti Vries zůstal Praze věrný i nadále. Pro knížete Ernesta von Schaumburg-Lippe nejdříve zhotovil sochy pro jeho zámek Bückeburg (1605) a později nechal odlít i dvě sousoší (Venuše a Adonis a Únos Sabinek) pro zámecký most (1521). Hrobku hraběte vyzdobil sousoším Vzkříšení s dominující sochou Kristus vítězící. Do rohů hrobky umístil čtyři anděly a čtyři spící římské vojáky.
Zatímco císař Matyáš Habsburský si u Adriana de Vries neobjednal žádné významnější dílo, Albrecht z Valdštejna a Karel I. z Lichtenštejna mu předložili velkolepé objednávky. Pro zahradu Valdštejnského paláce Vries vytvořil řadu soch zdobících cestu k Venušině fontáně, kterou Albrecht z Valdštejna získal od Lobkowiczů. Současná kompozice zahrady však pochází až z 50. let 20. století a neodpovídá jejímu původnímu čtvercovému dělení. Původní Vriesovy sochy z Valdštejnské zahrady odvezlo švédské vojsko (1649) a dnes jsou vystaveny v parku, který přiléhá k Drottningholmskému paláci, který je soukromou rezidencí švédského krále. V letech 1910/13 nechal Karel z Valdštejna zhotovit ve Stockholmu odlitky Vriesových soch umístěné v pražské zahradě až 1953. Po pravé straně cesty k Venušině fontáně stojí tři sochy: Apollón (1625), Neptun s trojzubcem a se psem (1625/1627) a Venuše a Adonis (1624) a po levé straně cesty jsou další tři sousoší: Bakchus s malým satyrem (1624), Láokoón se syny (1623) a Dvojice zápasníků (1623/1624). S Valdštejnskou zahradou souvisí i sousoší Héraklés, kentaur Nessus a Déianeira (1622), zatímco sochy Héraklés zápasící s drakem (1593) a Triumf ctností nad neřestí (1622) asi nikoliv.
Ve stejné době jako Valdštejn začal budovat svůj palác na Malostranském náměstí i Karel I. z Lichtenštejna. Výzdoba palácové zahrady vycházela z variací na antické vzory. Zakázka pro Lichtenštejny byla realizována asi jen z části. Dokončené sochy se již nedostaly na místa určení, neboť Adrian de Vries i Karel I. z Lichtenštejna krátce po sobě zemřeli. Dokládá to i bronzová socha Herkules s jablky Hesperidek z let 1624/25 (dnes Muzeum hlavního města Prahy).

### Kresby
Adrian de Vries byl i dobrý kreslíř. Na základě jím signované a datované kresby se podařilo připsat Vriesovi další kresby, jež dokládají vývoj jeho kresebné techniky. Tři z nich zobrazují Herkulovy hrdinské činy: Herkules s jablky Hesperidek (NG, Praha), dále Herkules, Déianeira a kentaur Nessus (Albertina, Vídeň) a pozdější Herkules s kyjem a lví kůží (kabinet rytin, Drážďany). Tyto kresby doprovázela i kresba z Vriesova závěrečného období - Herakles bojující s kentaurem Nessem (Muzeum krásných umění, Budapešť). Jeho pozdější kresebné návrhy byly inspirovány díly Bartholomea Sprangera, ale vyznačovaly se odlišným lavírováním a šrafováním než tomu bylo zvykem u většiny rudolfínských (dvorních) malířů.

## Umělecko-historický význam díla Adriana de Vries
Císař Rudolf II. ve snaze udělat z Prahy kulturní centrum Evropy přilákal do tohoto města řadu umělců, včetně sochaře Adriana de Vries. V jeho dílech se projevuje postupné úsilí změnit Giambolognovo odvážné proporcionální rozložení hmotnosti těl jednotlivých soch na sochařské zobrazení „vlnících se těl stoupajících po spirální dráze vzhůru“, která jakoby překonávala zemskou přitažlivost. Tak, ač kořeny ještě v době vrcholné (manýristické) renesance, Adrian de Vries přivedl sochařství do počátků doby baroka.

## Muzeum Adriana de Vries (Drottningholmský palác)
Bronzové sochy Adriana de Vries, původně se nacházející ve sbírkách císaře Rudolfa II., v zahradě Valdštejnského paláce, ale i v dalších evropských městech, odvezla švédská vojska do Stockholmu jako válečnou kořist. Jednalo se nejméně o 32 bronzových soch uloupených na konci třicetileté války. Původně byly umístěné do zahrad Drottningholmského paláce, kde však trpěly vlivy počasí, a proto byly přemístěny do objektu Dragonstallet, který se od 2001 stal Museem de Vries. Do zahrady paláce se vrátily již jen jejich kopie.